# Meri Mičel Slesor
Meri Mičel Slesor (engl. Mary Mitchell Slessor, 2. decembar 1848 — 13. januar 1915) bila je škotska misionarka u Nigeriji. Njen rad i jak karakter doprineli su da bude prihvaćena od meštana dok je širila hrišćanstvo, štitila domorodačku decu i promovisala ženska prava. Zaustavila je ubijanje blizanaca među pripadnicima naroda Efik (etnička grupa iz Nigerije).

## Detinjstvo i mladost
Meri Slesor je rođena 2. decembra 1848. u Gilkomstonu (Aberden, Škotska) u siromašnoj porodici. Bila je drugo dete po redu u porodici od sedmoro dece roditelja Roberta i Meri Slesor. Njen otac originalno potiče iz Bahena i bio je obućar po struci. Porodica se preselila 1859. godine u Dandi, u potrazi za poslom. Robert Slesor je bio alkoholičar i nije uspeo da održi obućarski posao, pa je postao radnik u mlinu. Njena majka je takođe počela da radi u istom mlinu. Sa jedanaest godina i Meri je počela da radi i provodila je polovinu svoga dana u školi koju joj su joj obezbedili vlasnici mlina i drugi koji su radili u kompaniji.
Posle dužeg vremena njen otac je umro od upale pluća, a posle toga su i dvojica od njene braće preminula, ostavljajući nju samu sa majkom i dve sestre.
Njena majka je bila posvećeni prezviterijanac i zato je i ona čitala je razne časopise o misionarima, njihovom radu i potrebama. Svoju želju i zanimanje za religiju razvila je kada je bila pokrenuta misija u Kvarc Pendu. Imala je 27 godina kada je čula da je poznati misionar Dejvid Livingston umro i tada je odlučila da prati njegove korake.

## Početak misionarske karijere
Posle nekog vremena, Meri se prijavila u Prezviterijansku crkvu na misijski odbor. Posle treninga u Edinburgu, otplovila je 5. avgusta 1876. na destinaciju koja je bila u Zapadnoj Africi.
Meri je sa 28 godina imala crvenu kosu i svetloplave oči. Prvo je bila raspoređena u Kalabar, regiju u zemlji gde živi narod Efik. Bila je upozorena da ljudi iz Efika veruju u tradicionalnu zapadnoafričku religiju i da imaju sujeverje u vezi žena koje rode blizance. Misiju je radila 3 godine, u Old Taunu pa u Krik Taunu. Želela je da ide dublje u Kalabar ali je dobila malariju i bila je prinuđena da se vrati u Škotsku da bi se oporavila. Otišla je iz Kalabara 1879. godine, ali se posle 16 meseci se vratila. Njen novi zadatak je bio da ide malo dalje od Kalabara u Old Taun. Pošto je Meri ostavila deo svoje zarade da pomogne majci i sestrama u Škotskog, naučila je da jede tradicionalnu hranu starosedelaca.
Kao mlada misionarka, jedan od problema sa kojima se suočila bio je i manjak zapadnog obrazovanja, kao i ljudske žrtve seoskog starešine za koje se verovalo da ih se šalje na drugi svet.
Rođenje blizanaca se smatralo zlim proklestvom. Starosedeoci su se plašili da je otac jedne bebe zao duh i da je njihova majka kriva za veliki greh. Nisu mogli da prepoznaju koja od dve bebe ima za oca tog zlog duha pa bi tako napustili obe bebe. Meri je prisvajala svako dete koje bi pronašla napušteno i odnoslila ih je u Misionarsku kuću da bi tamo bili sačuvani i zbrinuti. Jednom je spasla blizance, dečaka i devojčicu, ali nažalost dečak nije preživeo. Meri je usvojila devojčicu kao svoju ćerku i nazvala je Dženi.
Prema Livingstonu, oni koji su otišli da izvše inspekciju u Misiji 1881—1882 bili su veoma oduševljeni. Rekli su: „... ona uživa u prijateljstvu i u pouzdanju ljudi, i ostavlja veliki utisak na njih.”
Posle tri godine, Meri se vratila u Škotsku opet zbog bolesti. Ovog puta je povela i Dženi sa sobom. Sledećih tri godine se brinula o svojoj majci i sestri, odgajala je Dženi i držala je govore u mnogim crkvama deleći priče iz Kalabara i o svojoj misiji.
Posle ove pauze, Meri se vratila u Kalabar. Sačuvala je stotine blizanaca koji su bili napušteni i ostavljeni da gladuju do smrti ili da ih životinje pojedu. Lečila je bolesne i zaustavila je praksu u kojoj su utvrđivali krivicu osumnjičenog tako što su ga terali da pije otrov. Kao misionarka, išla je i u druga plemena gde je širila hrišćanstvo.
Tokom svoje treće misije u Kalabaru, primila je vest da su njena majka i sestra umrle.
Meri je bila jedna od pokretačkih sila kojima je uspostavljen Institut za treniranje Houp Vodel u Kalabaru, koji je obezbeđivao praktične treninge. Sujeverje u vezi blizanaca nije postojalo samo u Kalabaru nego se proširilo i u grad Aročukvu na zapadu Kalabara. Postojala je i osnovna škola koja je nazvana u čast Meri Slesor.

## Misija u Okojongu sa narodom Efik
U avgustu 1888. godine, Meri je otputovala u Okojong, u deo gde su prethodni misionari bivali ubijeni. Ona je mislila da će njena učenja i činjenica da je ona žena biti manje opasni za nekontaktirana plemena. Za 15 godina Meri je živela sa ljudima iz Okojonga i Efika. Naučila je da priča efikski jezik, stvorila je bliska i lična prijateljstva gde god da je otišla. Meri je živela jednostavan život u tradicionalnoj kući sa ljudima iz Efika. Nije se fokusirala na širenje hrišćanstva nego više na rešavanje sporova, podsticanje trgovine, uspostavljanje društvenih promena i uvođenje obrazovanja na zapad.
1892. godine je postala vice-konzul u Okojongu. 1905. godine je imenovana potpredsednicom Ikot Obona i njihovog suda. Godine 1913. bila je nagrađena nagradom Sv. Jovana iz Jerusalima. Poslednje četiri decenije svog života se borila sa ranim bolestima, ali ne želeći da odustane vrati se u Škotsku umrla je 1915. godine.

## Smrt
Poslednje četiri decenije svog života Meri se borila sa malarijom i groznicom. Nije želela da odustane od svoje misije i da se vrati u Škotsku. Kanije, 13. januara 1915. godine, Meri je umrla.
Njeno telo je bilo transporovano preko Kros Rivera do Djuk Tauna gde je sahranjena.

## Komemoracija u Kalabaru i među Efikima
Njen rad u Okojongu sa Efikima joj je doneo nadimak Obongavan Okojong što znači Kraljica Okojonga. Ovaj njen nadimak se i dan-danas koristi u Kalabaru.
Postoji par obeležja i spomenika u Efiku i nekim od provincija Kalabara i Okozonga koji su podignuti njenu čast.
Uni uključuju:
- cestu Meri Slesor u Kalabaru
- kružni tok Meri Slesor
- crkvu Meri Slesor
- njene statue (obično noseće sa blizancima) na raznim lokacijama u Kalabaru
- asteroid glavnog pojasa 4793 Slesor (1988 RR4) nazvan po njoj u čast slavlja 13. januara 2015. godine

## Spomenik u Ačimoti uGani
Devojačka škola „Slesor haus” nazvana po Meri Slesor nalazi se u u Ačimoti u Gani.

## Literatura
- Benge, Janet; Benge, Geoff (1999). Mary Slessor: Forward Into Calabar. YWAM Publishing. стр. 205. ISBN 978-1-57658-148-3.
- Gruffydd, Gan Ceridwen (1926). Brenhines Y Diffeithwch (Mary Slessor).. Llundain.
- Hardage, Jeanette . Mary Slessor Everybody's Mother[мртва веза]. The Lutterworth Press. 2010.  978-0-7188-9185-5.
- Robertson, Elizabeth (2008). Mary Slessor: The Barefoot Missionary. NMS Enterprises. Edinburgh. ISBN 978-1-901663-50-1.
- Hudson, J. Harrison; Jarvie, Thomas W.; Stein, Jock (1978). "Let the Fire Burn" – A Study of R. M. McCheyne, Robert Annan and Mary Slessor. Out-of-print booklet. Handsel Publications (Dundee) / Handsel Press. List of Reference Works. Local Studies Department of Dundee Central Library. The Wellgate, Dundee. DD1 1DB. D.15545, 15546. »Mary Slessor«

## Spoljašnje veze
- Ron Schuler's Parlour Tricks: Mary Slessor
- Mary Slessor Biographies
- „Triumphs of Florence Nightingale, Francis Schaeffer, Mary Slessor and Alexander Solzhenitsyn”. Архивирано из оригинала 30. 11. 2015. г. Приступљено 25. 01. 2016.